# Tankeskola
En tankeskola, eller intellektuell tradition, är perspektivet för en grupp människor som delar gemensamma kännetecken för åsikter eller syn på en filosofi, disciplin, tro, social rörelse, ekonomi, kulturell rörelse eller konströrelse. Två exempel inom nationalekonomin är Chicagoskolan och den österrikiska skolan.

## Historik
Frasen har blivit ett vanligt talesätt som används för att beskriva de som tänker lika eller de som fokuserar på en gemensam idé. Termens användning är allmän.
Skolor kännetecknas ofta av sin valuta, och klassificeras därmed i "nya" och "gamla" skolor. Det finns en konvention, inom politiska och filosofiska tankefält, att ha "moderna" och "klassiska" tankeskolor. Ett exempel är de moderna och klassiska liberalerna. Denna dikotomi är ofta en del av ett paradigmskifte. Det är dock sällan så att det bara finns två skolor inom ett visst område.
Skolor är ofta uppkallade efter deras grundare som "Rinzaiskolan" i Zen, uppkallad efter Linji Yixuan och Ashariskolan för tidig muslimsk filosofi, uppkallad efter Abu al-Hasan al-Ashari. De är ofta också uppkallade efter sina ursprungsplatser, som den Joniska Filosofiska skolan, som har sitt ursprung i Ionia Chicago school of architecture, som har sitt ursprung i Chicago, Illinois, Prags språkvetenskapliga skola, uppkallad efter en språkkrets grundad i Prag och Tartu–Moscow Semiotic School, vars representanter bodde i Tartu och Moskva.
Ett exempel på en tankeskola inom kristendomen (och gnosticismen) är neoplatonism, som har massivt påverkat kristet tänkande, från augustinism till renässans/humanism till våra dagar.